# آموزشگاه هنر و صنایع دستی

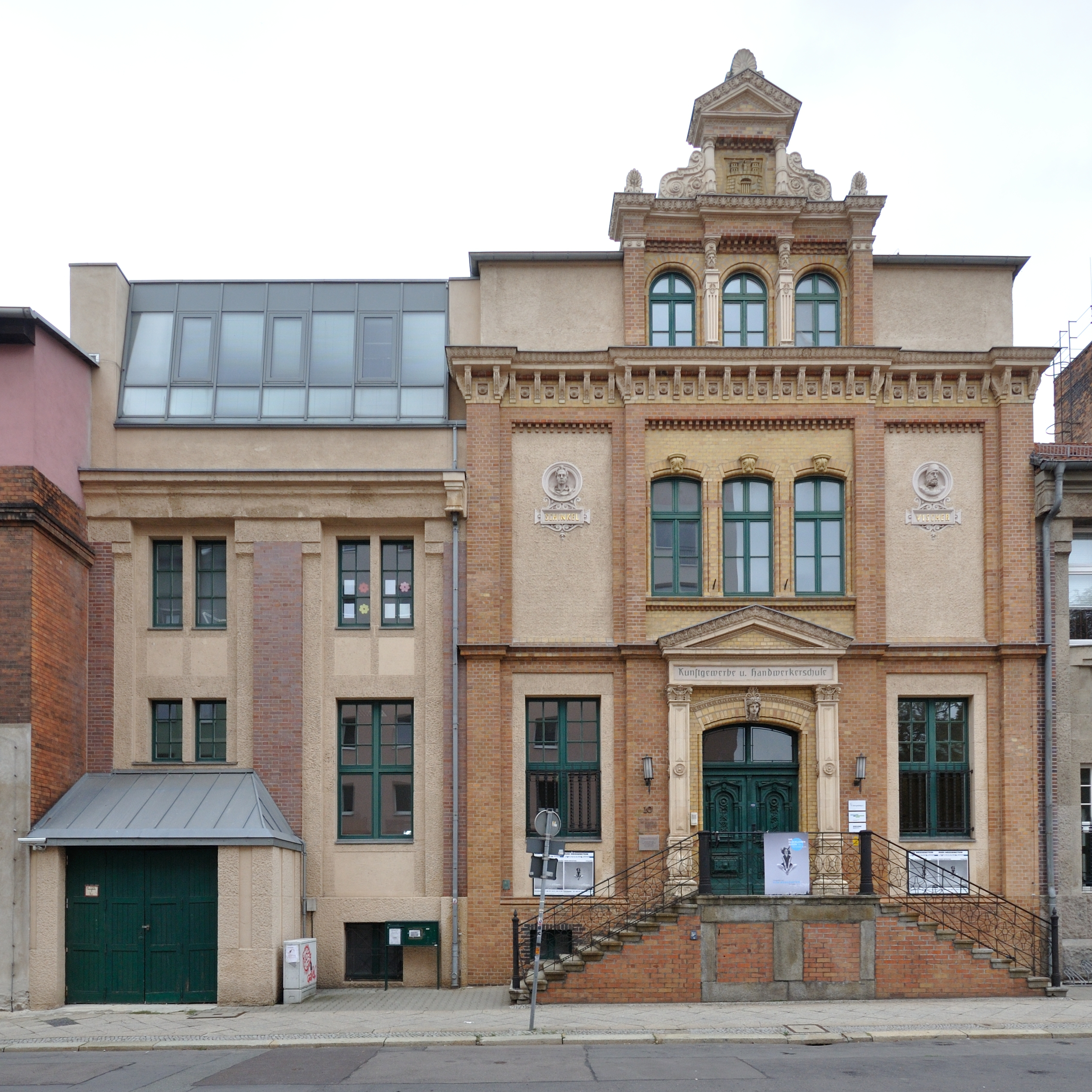
ساختمان آموزشگاه هنر و صنایع دستی در ماگدبورگ

آموزشگاه هنر و صنایع دستی (به آلمانی: Kunstgewerbeschule) یا مدرسۀ هنر و صنایع دستی و یا مدرسۀ هنرهای کاربردی، نوعی مدرسهٔ هنرهای حرفه‌ای بود که از اواسط قرن نوزدهم میلادی در کشورهای آلمانی زبان وجود داشت. اصطلاح مدرسهٔ هنر کارخانه نیز برای این مدارس به کار می‌رفت. از دهۀ ۱۹۲۰ میلادی و پس از جنگ جهانی دوم، اکثر آن‌ها یا در دانشگاه‌ها ادغام شدند یا تعطیل شدند، اگرچه برخی از آن‌ها تا دهۀ ۱۹۷۰ میلادی ادامه یافتند.
دانش آموزان عموماً از سن ۱۶ تا ۲۰ سالگی در این مدارس شروع به تحصیل می‌کردند، هرچند گاهی از سن ۱۴ سالگی، و یک دورۀ چهار ساله را می‌گذراندند که در آن آموزش عمومی داده می‌شد و همچنین هنرهای خاص و مهارت‌های صنایع دستی مانند: بافندگی، فلزکاری، نقاشی، مجسمه‌سازی و غیره را فرا می‌گرفتند.
برخی از مشهورترین هنرمندان آن دوره، دانشجویان آموزشگاه هنر و صنایع دستی بودند، از جمله: آنی آلبرس، پیتر بهرنز، رنه بری، اتو دیکس، کارل دولدیگ، هورست پی. هورست، گوستاو کلیمت، اسکار کوکوشکا، اگون شیله و اسکار شلمر. بسیاری از دانش‌آموزان پذیرفته شده در مدرسۀ هنری معروف باوهاوس قبلاً در مدارس هنر و صنایع دستی تحصیل کرده بودند.